# Marcela Vieyra Alamilla
Marcela Vieyra Alamilla (Tula de Allende, Hidalgo, 26 de diciembre de 1963-2 de marzo de 2019) fue una abogada, notaria y política mexicana, miembro del Partido Revolucionario Institucional (PRI). Fue diputada federal entre 2011 y 2012.

## Biografía
Fue licenciada en Derecho egresada de la Universidad Autónoma del Estado de Hidalgo (UAEH). Fue encargada del área de Comunicación Social de la delegación en Hidalgo de la Secretaría de Programación y Presupuesto, en 1985 fue secretaria proyectista de sentencias en el Juzgado Primero Civil y Familiar del distrito judicial de Pachuca, de 1987 a 1988 fue directora del Consejo Tutelar para Menores Infractores y de 1988 a 1989 fue supervisor técnico especializado en la Secretaría de Programación y Presupuesto para el entonces Programa Nacional de Solidaridad. 
Entre 1993 y 1998 fue abogada litigante en materias civil y familiar, se desempeñó también como tesorera de la Barra de Abogados de Tula y de la Barra de Abogados Ignacio Burgoa. En 1999 fue nombrada notaria pública n.º 2 de Tula y notario del patrimonio federal. En las elecciones de 2008 fue postulada candidata a presidenta municipal suplente de Tula de Allende, siendo candidato propietario Rodolfo Paredes Carbajal. Resultaron elegidos para el periodo de 2009 a 2012, pero nunca llegó a ejercer la presidencia municipal.
En las elecciones de 2010 fue postulada candidata del PRI a diputada por el Distrito 4 local. Resultó elegida para la LXI Legislatura del Congreso del Estado de Hidalgo de 2011 a 2013. En 2012 fue elegida diputada federal suplente por el Distrito 5 de Hidalgo, siendo diputado propietario Ramón Ramírez Valtierra, para la LXI Legislatura que concluiría en 2015.
El 23 de marzo de 2011 Ramírez Valtierra solicitó licencia como diputado para reincorporarse como diputado del Congreso estatal y ser coordinador de los diputados del PRI en dicha corporación. En consecuencia, Marcela Vieyra pidió licencia a la diputación estatal, y el 7 de abril siguiente, protestó como diputada federal y ejerció el cargo hasta el fin de la legislatura el 31 de agosto de 2012. Fue integrante de las comisiones de Medio Ambiente y Recursos Naturales; y, de Salud.
En las elecciones de 2016 fue elegida por segunda ocasión diputada local, esta vez en representación del Distrito 14 local a la LXIII Legislatura del Congreso del Estado de 2016 a 2018. Falleció el sábado 2 de marzo de 2019.